# Thaumatoplites lamelligenus
Thaumatoplites lamelligenus är en stekelart som beskrevs av Heinrich 1968. Thaumatoplites lamelligenus ingår i släktet Thaumatoplites och familjen brokparasitsteklar. Inga underarter finns listade i Catalogue of Life.